# Josef Kořínek (fotbalista)
Josef Kořínek (24. prosince 1937 Golčův Jeníkov – 1. března 2017) byl český fotbalista, trenér a funkcionář.

## Fotbalová kariéra
Narodil se v Golčově Jeníkově, kde začal s fotbalem v devíti letech. Po příchodu do Prahy hrál za dorost Bohemians, seniorskému týmu ve svých 21 letech pomohl k postupu do 1. ligy. Poté hrál za pražský Motorlet a všimla si ho pražská Sparta, do jejíhož rudého dresu zamířil. V roce 1959 nastoupil vojenskou službu v ligové Dukle Pardubice, po jejím skončení v sezóně 1961/1962 se vrátil do Sparty a odehrál zde dvě ligová utkání, Ale za několik týdnů se na východ Čech vrátil. Oženil se zde a usadil natrvalo, hrál v druholigovém týmu VCHZ Pardubice, se kterým v roce 1968 vybojoval postup do první ligy. Patřil ke stálicím sestavy a za VCHZ nastupoval do roku 1971. V nejvyšší soutěži odehrál 43 utkání a vstřelil dvě branky.

## Ligová bilance
| Ročník                                   | Zápasy | Góly | Minuty | Klub                   |
| ---------------------------------------- | ------ | ---- | ------ | ---------------------- |
| 1. československá fotbalová liga 1958/59 | 3      | 0    | 270    | Spartak Praha Sokolovo |
| 1. československá fotbalová liga 1959/60 | 5      | 0    | 450    | Spartak Praha Sokolovo |
| 1. československá fotbalová liga 1959/60 | 10     | 0    | 900    | Dukla Pardubice        |
| 1. československá fotbalová liga 1961/62 | 2      | 0    | 180    | Spartak Praha Sokolovo |
| 1. československá fotbalová liga 1968/69 | 23     | 2    | 2 033  | VCHZ Pardubice         |
| CELKEM 1. liga                           | 43     | 2    | 3 833  |                        |

## Funkcionářská kariéra
Po skončení hráčské kariéry se stal trenérem VCHZ Pardubice v době jeho působení ve 2. lize, zastával také různé funkcionářské pozice. Byl předsedou Výboru fotbalového svazu Českého ústředního výboru ČSTV, předsedou Komise delegátů Řídící komise fotbalu v Čechách a například také předsedou Pardubického krajského fotbalového svazu, a to až do roku 2009. V dubnu 2012 získal za svou záslužnou práci Cenu Václava Jíry.